# Ramacca

Ubicació de Ramacca dins de la província

Ramacca (sicilià Ramacca) és un municipi italià, dins de la ciutat metropolitana de Catània. L'any 2008 tenia 10.736 habitants. Limita amb els municipis d'Agira (EN), Aidone (EN), Assoro (EN), Belpasso, Castel di Iudica, Lentini (SR), Mineo, Palagonia, Paternò i Raddusa.

## Administració
| Període | Identitat           | Partit      |
| ------- | ------------------- | ----------- |
| 2006-   | Giovanni Malgioglio | Centredreta |